# Afrorhysipolis intermedius
Afrorhysipolis intermedius är en stekelart som beskrevs av Sergey A. Belokobylskij 1999. Afrorhysipolis intermedius ingår i släktet Afrorhysipolis och familjen bracksteklar. Inga underarter finns listade i Catalogue of Life.